# Apanteles biroicus
Apanteles biroicus är en stekelart som beskrevs av Papp 1973. Apanteles biroicus ingår i släktet Apanteles och familjen bracksteklar. Inga underarter finns listade i Catalogue of Life.